# Berezniakí (Kurgan)
|  | Per a altres significats, vegeu «Berezniakí». |

Berezniakí (rus: Березняки), conegut com a Dmítrievka (Дмитриевка) fins al 1964, és un poble de l'óblast de Kurgan, a Rússia, que en el cens del 2010 tenia 16 habitants.